# Mănăstirea Brontochion
Mănăstirea Brontochion (în greacă Μονή Βροντοχίου, transliterat: Moni Vrontohiou) este o mănăstire din Grecia, amplasată în orașul medieval abandonat al Mistrei din peninsula Peloponez. Complexul mănăstiresc este format în principal din Biserica „Sfinții Theodori” și Biserica „Hodegetria” (Aphentiko). Ca parte a orașului medieval al Mistrei este inclusă în Patrimoniul Mondial UNESCO din 1989. Criteriul IV pentru includere în listă menționează predominarea „tipului mixt din Mistra”, instituit de Biserica „Hodegetria”, printre stilurile arhitecturale ecleziastice din oraș.

## Amplasare
Complexul mănăstiresc se află în zona „Orașului de Jos” a Mistrei, un oraș medieval abandonat la poalele Muntelui Taigetos, la 6 km vest de Sparta, pe peninsula Peloponez, Grecia. Este mărginit de colțul nord-vestic al zidului exterior al orașului. La est de mănăstire se află Biserica Evangelistria și Catedrala Mitropolitană „Sfântul Dumitru” împreună cu muzeul. Spre sud se găsește Palatul Despoților.

## Istoric
Ambele biserici din cadrul Mănăstirii Brontochion își datorează existența activității călugărului Pahomie, activ între 1290 și 1322, care a reușit să colecteze sume impresionante de bani ca donații și daruri imperiale (de la Andronic la II-lea și Mihail al IX-lea) sub formă de proprietăți funciare pentru construcția acestor edificii. A fost recompensat pentru eforturile sale, fiind numit stareț al mănăstirii nou-formate.
Biserica „Sfinților Teodori” este mai veche, construită în 1290-1295 și atestată documentar în 1296. Prima mențiune a Hodegetriei este într-un manuscris aflat acum la Moscova, scris de mitropolitul Nikephoros Moschopoulos și donat de el Mănăstirii „Preasfintei Născătoare de Dumnezeu din Brontochion” în 1311-1312.
Nu se cunoaște cu exactitate relația dintre cele două biserici ale mănăstirii, dar faptul că au fost construite într-un interval de timp atât de scurt și că purtau ambele numele mănăstirii Brontochion indică că au fost construite pentru aceeași mănăstire. Odată ce construcția mult mai impresionantei biserici „Hodegetria” a fost terminată, mănăstirea a preluat numele acesteia din urmă.
Investigațiile de teren, inclusiv arheologice, au stabilit că în jurul bisericii „Sfinților Teodori” nu au existat chilii sau vreun refectoriu, pe când asemenea structuri continuă să stea în picioare în jurul Hodegetriei. Pe de altă parte, în jurul primei biserici au fost cercetate o serie de morminte, cercetătorii ajungând la concluzia că acolo se afla cimitirul. Există astfel posibilitatea că Hodegetria a fost construită cu destinația specifică de catholicon, pe când „Sfinții Teodori” ar fi trebuit să fie biserica de cimitir.

## Biserici

### Biserica „Hodegetria”
La prima vedere Hodegetria arată ca o biserică de tip „cruce înscrisă” cu două nivele, dar nivelul inferior reprezintă de fapt o bazilică divizată în trei nave de două rânduri a câte trei coloane, cu trei abside estice. Sistemul complet de biserică în formă de „cruce greacă înscrisă” cu patru coloane și cinci cupole apare suprapus doar la nivelul superior. Acesta se sprijină pe colonada bazilicii și pe pereții exteriori, întăriți puternic. Arcele care unesc coloanele și pereții exteriori divizează navele laterale în cinci secțiuni acoperite, ceea ce a permis crearea unei galerii la nivelul superior.
Forma compusă dintr-o bazilică și o biserică de tip „cruce înscrisă” se întâlnește rar în afara Mistrei. Bazilica cu cupolă este un tip comun pentru era bizantină, noutatea aici este că pe coloane nu este sprijinit tamburul turlei direct, ci un întreg sistem constantinopolitan de biserică în formă de „cruce înscrisă” cu cinci cupole. Aceasta amintește de bisericile mai vechi cum ar fi Sfânta Irina, dar exact acest tip s-a folosit doar la marea capelă „Sf. Nicolae” de la Katapoliani de pe insula Paros (sec. VI) și la Biserica „Sfânta Sofia” din Vize (sec. VIII).
La cele două extremități ale pronaosului se găsesc două capele cu două nivele. La capătul sudic al colonadei vestice este amplasată clopotnița cu trei nivele, zidită în stil cloisonné (pietre de formă patrulateră înconjurate cu cărămizi). Colonada nordică este mărginită de două capele adiționale. Zidăria bisericii propriu-zise diferă de celelalte biserici din Mistra, sistemul cloisonné fiind abandonat la acestea din urmă în favoarea unui sistem alternant din piatră taiată ordinară cu rânduri orizontale de cărămidă. Absida principală este iluminată de ferestre trilobate jos, iar sus are două rânduri de arcade oarbe, de tipul celor întâlnite și în alte construcții din Constantinopol și Thessalonica. Colonadele care decorează fațadele bisericilor din Mistra își au originele în Constantinopol – o inovație a școlii grecești a arhitecturii bizantine, a fost introdusă pentru prima dată în provincie la „Hodegetria”.
Biserica a adus pentru prima dată elementele arhitecturii constantinopolitane în capitala provincială. Ea a influențat stilul de construcție al altor clădiri din oraș, cum sunt „Sfânta Sofia” și „Pantanassa”.

#### Picturi murale și decor
Decorațiile de lux erau un element prezent rar chiar și în bisericile din Constantinopol. S-au făcut eforturi considerabile pentru a-i conferi Bisericii „Hodegetria” o deosebită eleganță, căptușeala din marmură fiind prezentă pe toți pereții interiori ai nivelului inferior. Acest furnir din marmură era combinat cu picturi murale. În pronaos și în biserica principală sfinții pictați erau înconjurați de cadre arcuite. Aceste arce și alte elemente erau încrustate cu plăci multicolore, din care doar trei piese s-au păstrat pe arcul estic al colonadei sudice: de culoare neagră, albă și violetă. Căptușeala din marmură este încoronată de o friză în relief plat și o cornișă cu decor pictat care imită elementele incizate de pe ușori: în centru o cruce din care se extind ramuri ondulate cu frunze.
Pe pereții interiori ai bisericii sunt câteva grupuri de picturi: în sanctuar și în jurul său predomină scene din Dodecaorton (Marile sărbători împărătești), în timp ce un ciclu din 16 ierarhi domină absida principală.  Un ciclu din 8 praznice ar fi ocupat cele 4 bolți cilindrice de sub cupolă, iar perechi de sfinți sunt reprezentate în galerie. Pe fronton sunt ilustrați martiri. Doar două din cele 10 bolți din navele laterale și-au păstrat frescele. Din celelalte zone ale bisericii, de remarcat sunt picturile Minunilor lui Iisus Hristos în pronaos, o zona destinată de regulă instruirilor, cu o scenă care îl ilustrează pe Iisus printre înțelepții din templu.
Particularitatea principală a majorității picturilor din biserică este mișcarea apăsată și repetată a pensulei cu culoarea care deja a fost folosită. În scena Botezului peisajul este de un verde deschis cu umbre de un brun palid și tonuri ocazionale de culoare violetă-brună. Toată scena este pictată în aceste culori. În mod similar, în scena mironosițelor la mormântul Domnului culorile sunt puține și luminoase. Peștera de un roșu întunecat este pusă în prim-plan de muntele verde; îngerul poartă un chiton verde și un himation brun-roșu; figurile femeilor sunt ori într-o combinație dintre brun închis și albastru deschis sau galben deschis și verde. Această metodă impresionistă de a pune culori complementare una lângă altă pentru a da impresia unei compoziții pline de viață poate fi observată mai bine în scena celor Șaptezeci de Apostoli din galerie.
Minunile lui Hristos de la baza pronaosului, scenele Patimilor, Maica Domnului și profeții, și sfinții din galeria vestică au fost pictate de o altă școală de zugravi. Caracteristica principală este utilizarea unor mișcări de pensulă reținute, astfel încât figurile apar aproape nemișcate, așa cum s-ar desfășura de exemplu într-o friză. Siluetele suple aduc aminte de anumite mozaicuri din Mănăstirea Chora, de exemplu.

#### Restaurare
Clădirea s-a păstrat destul de bine până în sec. XIX. În jurul anului 1863 coloanele au fost înlăturate, ceea ce a dus la prăbușirea cupolei. În 1938, Departamentul de restaurare a început o restaurare foarte reușită sub îndrumarea prof. Orlandos. Aceasta a inclus colonada de la nivelul inferior, acoperișul absidelor navelor laterale, bolțile, fereastra trilobată a absidei altarului și cupola. Lucrările s-au bazat pe dovezile oferite de clădirea însăși. Reconstrucția clopotniței tot prezintă interes.